# Донской, Семён Аронович
Семён Аро́нович Донско́й (18 апреля 1931, Киев — 12 декабря 2017, Майами) — советский хозяйственный деятель, директор Ермаковского завода ферросплавов (1981 — март 1995). Член КПСС с 1953 года.

## Биография
Родился в еврейской семье, отец его был служащим. В 1948 году окончил среднюю школу в городе Киеве. В 1953 году окончил Киевский политехнический институт, после чего работал помощником мастера отдела технического контроля, затем заместителем начальника конвертерного цеха Нижнетагильского металлургического комбината. В 1964 году окончил Московский инженерно-экономический институт.
В 1967 году распоряжением Министерства чёрной металлургии СССР был переведён в город Новокузнецк на Западно-Сибирский металлургический завод начальником конвертерного цеха. В 1974 году переведён в город Темиртау на Карагандинский металлургический комбинат главным сталеплавильщиком. С 1981 по март 1995 года — директор Ермаковского завода ферросплавов. Его заместителем на этом заводе с 1987 года был Ю. И. Мухин, написавший в 2008 году книгу-мемуары «Три еврея, или Как хорошо быть инженером», в которой характеризует С. А. Донского как выдающегося руководителя. В 1995 году — директор Карагандинского металлургического комбината.
Имеет 18 авторских свидетельств, 15 печатных трудов. Неоднократно избирался депутатом Павлодарского областного, Ермаковского городского советов народных депутатов; в 1984 году — членом, в 1987 — председателем ревизионной комиссии обкома КП Казахстана.

## Звания и награды
- Орден Трудового Красного Знамени
- Орден «Знак Почёта»
- Медаль «В ознаменование 100-летия со дня рождения Владимира Ильича Ленина»
- Почётный гражданин города Аксу[К 1].

## Комментарии
1. ↑  Постановление XII сессии Аксуского городского Маслихата от 3 апреля 1995 года[2].